# Alsenz
Alsenz est une municipalité allemande située dans le land de Rhénanie-Palatinat et l'arrondissement du Mont-Tonnerre.

## Étymologie
À comparer avec le nom de rivière Elsenz. Racine *als- « aulne, marécage ».

Localisation d'Alsenz dans le Donnersbergkreis.

## Personnalités liées
- Wilhelm Frick (1877-1946), haut dignitaire du Troisième Reich